# Acca Due O Women's Team
L'Acca Due O Women's Team è una squadra femminile italiana di ciclismo su strada, attiva dal 1996. Fondata a Cornuda, in provincia di Treviso, da Maurizio Fabretto, negli anni è stata nota per esigenze di sponsor anche come Acca Due O, Safi, Diadora, Pasta Zara, Forno d'Asolo, AR Monex e, dal 2015 al 2020, Astana.

## Storia
Fondata nel 1996 a Cornuda, la formazione è stata diretta, sin dalla fondazione, da Maurizio Fabretto. Nei primi anni di attività tra le file della squadra hanno militato campionesse come Giorgia Bronzini, Marta Bastianelli, Gunn-Rita Dahle, Nicole Cooke, Nicole Brändli, Edita Pučinskaitė e Diana Žiliūtė. Nel palmarès il team può vantare un Giro d'Italia vinto con Cooke (2004), due Grande Boucle con Pučinskaitė (1998) e Žiliūtė (1999), tre coppe del mondo su strada con Žiliūtė (1998, 2000) e Cooke (2003), 12 campionati mondiali tra strada e pista e l'oro olimpico nella prova a cronometro su strada di Zul'fija Zabirova ad Atlanta 1996.
Negli anni la dirigenza della Acca Due O/Safi ha gestito anche delle squadre "parallele" al primo team, formate dalle cicliste più giovani e create per permettere loro di acquisire esperienza partecipando alle stesse competizioni delle più esperte compagne. Dal 2003 al 2006 è così esistita la Aušra Gruodis-Safi, composta perlopiù da giovani lituane, mentre nel 2008 è stata attiva la Titanedi-Frezza-Acca Due O, supportata anche dalla Federciclismo italiana.

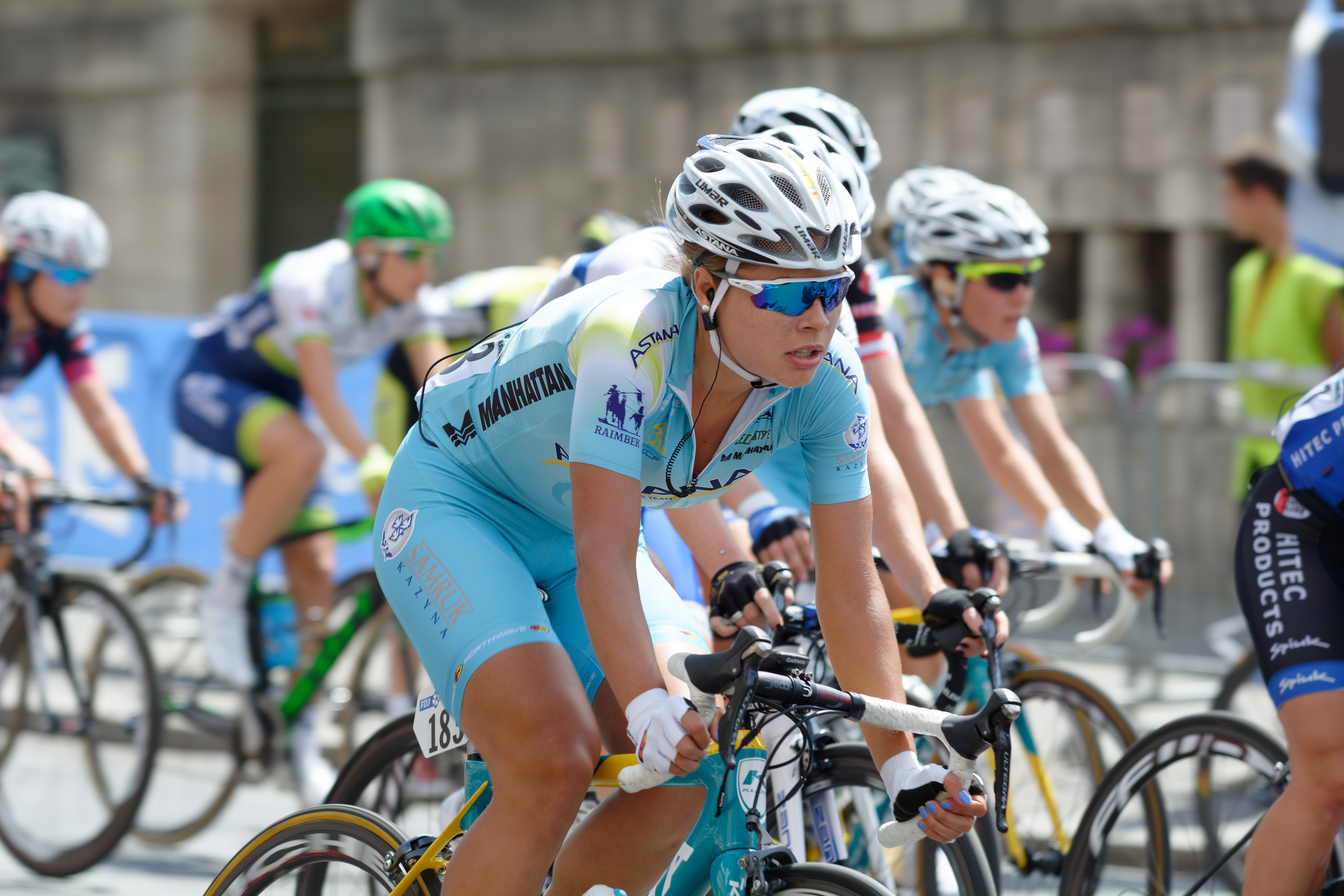
Ingrid Drexel in maglia Astana alla Course by Le Tour de France 2016

Negli ultimi anni anche la prima squadra si è perlopiù orientata sulla promozione di giovani cicliste. Nel 2014 la Pasta Zara-Cogeas-Manhattan si è fusa con il team Chirio-Forno d'Asolo di Franco Chirio a formare la Forno d'Asolo-Astute, squadra con licenza UCI Women's Team. Nel 2015 è subentrata la sponsorizzazione del pool di aziende kazake riunite sotto il nome di Astana: nuova direttrice sportiva è divenuta Zul'fija Zabirova, già nello staff dell'Astana-BePink Womens Team. La squadra è andata così ad affiancare la formazione professionistica maschile Astana Pro Team. I principali risultati sono arrivati grazie alla cubana Arlenis Sierra, seconda classificata al Trofeo Alfredo Binda 2017 e vincitrice del Tour of Guangxi 2018 e di una tappa al Tour of California 2019, tutte gare del Women's World Tour.
Nel 2021, chiusa la parentesi con Astana, la formazione ha assunto la denominazione A.R. Monex, grazie al patrocinio del gruppo sportivo messicano A.R. Program Cycling Team e della società finanziaria Monex, anch'essa messicana. Conclusa la partnership con A.R. Monex, nel 2022 la squadra riparte come formazione Open nazionale con la denominazione di Acca Due O Women's Team e una rosa di sette cicliste, tra cui due Juniores, guidate da Fabretto e Francesca Cauz.

## Cronistoria

### Annuario
| Anno | Codice | Nome                                      | Cat. | Biciclette       | Dirigenza |
| ---- | ------ | ----------------------------------------- | ---- | ---------------- | --- |
| 1996 | ADO    | Acca Due O                                | -    | Pinarello        | Manager: Maurizio Fabretto Dir. sportivo: Fortunato Lacquaniti |
| 1997 | ADO    | Acca Due O                                | -    | Pinarello        | Manager: Maurizio Fabretto Dir. sportivo: Fortunato Lacquaniti |
| 1998 | ADO    | Acca Due O                                | -    | Pinarello        | Manager: Maurizio Fabretto Dir. sportivo: Dmitrij Sedun |
| 1999 | ADO    | Acca Due O                                | -    | Pinarello        | Manager: Maurizio Fabretto Dir. sportivo: Marino Amadori |
| 2000 | ADO    | Acca Due O-Lorena Camicie                 | -    | Pinarello        | Manager: Maurizio Fabretto Dir. sportivi: Fortunato Lacquaniti, Valerijus Konovalovas, Roberto Visentin                                                               |
| 2001 | ADO    | Acca Due O-Hewlett Packard-Lorena Camicie | -    | Pinarello        | Manager: Maurizio Fabretto Dir. sportivi: Fortunato Lacquaniti, Valerijus Konovalovas, Roberto Visentin, Jean-Paul van Poppel                                         |
| 2002 | ADO    | Acca Due O-Pasta Zara-Lorena Camicie      | -    | Pinarello        | Manager: Maurizio Fabretto Dir. sportivi: Fortunato Lacquaniti, Valerijus Konovalovas, Roberto Visentin, Luciano Facchin                                              |
| 2003 | ADO    | Acca Due O-Pasta Zara-Lorena Camicie      | -    | Pinarello        | Manager: Maurizio Fabretto Dir. sportivi: Mario Penariol, Algis Buividas, Primo Grespan, Saverino Zamprogno                                                           |
| 2004 | SAF    | Safi-Pasta Zara-Manhattan                 | -    | Opera            | Manager: Maurizio Fabretto Dir. sportivi: Mario Penariol, Primo Grespan, Valerijus Konovalovas, Rino Tantini                                                          |
| 2005 | SAF    | Safi-Pasta Zara-Manhattan                 | WT   | Opera            | Manager: Maurizio Fabretto Dir. sportivi: Mario Penariol, Primo Grespan, Valerijus Konovalovas, Rino Tantini                                                          |
| 2006 | SAF    | Safi-Pasta Zara-Manhattan                 | WT   | Opera            | Manager: Maurizio Fabretto Dir. sportivi: Rosario Fina, Mario Penariol, Renzo Frassetto, Marino Guarnoni, Gian Enrico Zanardo                                         |
| 2007 | SAF    | Safi-Pasta Zara-Manhattan                 | WT   | Opera            | Manager: Maurizio Fabretto Dir. sportivi: Francesco Fabbri, Rosario Fina, Mario Penariol, Marino Guarnoni, Antanas Jakimavicius, Gian Enrico Zanardo                  |
| 2008 | SAF    | Safi-Pasta Zara-Manhattan                 | WT   | Pinarello        | Manager: Maurizio Fabretto Dir. sportivi: Primo Grespan, Gabriella Pregnolato, Antanas Jakimavicius, Gian Enrico Zanardo                                              |
| 2009 | SAF    | Safi-Pasta Zara-Titanedi                  | WT   | Pinarello        | Manager: Maurizio Fabretto, Paolo Baldi, Mario Beccia Dir. sportivi: Carmine Monaco, Aldo Piccolo, Antanas Jakimavicius                                               |
| 2010 | SAF    | Safi-Pasta Zara                           | WT   | Pinarello        | Manager: Maurizio Fabretto Dir. sportivi: Paolo Baldi, Diana Žiliūtė, Aldo Piccolo, Antanas Jakimavicius                                                              |
| 2011 | DPZ    | Diadora-Pasta Zara-Manhattan              | WT   | Fuji             | Manager: Maurizio Fabretto, Manel Lacambra Dir. sportivi: Diana Žiliūtė, Aldo Piccolo                                                                                 |
| 2012 | DPZ    | Diadora-Pasta Zara-Manhattan              | WT   | Fuji             | Manager: Maurizio Fabretto Dir. sportivi: Diana Žiliūtė, Maurizio Simonetti, Aldo Piccolo                                                                             |
| 2013 | PZC    | Pasta Zara-Cogeas-Manhattan               | WT   | Fuji             | Manager: Maurizio Fabretto Dir. sportivi: Rubén Contreras, Diana Žiliūtė, Maurizio Simonetti, Aldo Piccolo                                                            |
| 2014 | FDA    | Forno d'Asolo-Astute                      | WT   | Wilier Triestina | Manager: Maurizio Fabretto Dir. sportivi: Franco Chirio, Aldo Piccolo, Matteo Varago                                                                                  |
| 2015 | ASA    | Astana-Acca Due O                         | WT   | Kuota            | Manager: Maurizio Fabretto Dir. sportivi: Zul'fija Zabirova, Primo Grespan, Aldo Piccolo, Matteo Varago                                                               |
| 2016 | ASA    | Astana Women's Team                       | WT   | Kuota            | Manager: Maurizio Fabretto Dir. sportivi: Zul'fija Zabirova, Primo Grespan, Aleksandr Kilibaev, Aldo Piccolo, Gabriella Pregnolato, Martina Růžičková, Claudio Turato |
| 2017 | ASA    | Astana Women's Team                       | WT   | Argon 18         | Manager: Maurizio Fabretto Dir. sportivi: Giovanni Fidanza, Pierangelo Dal Colle, Aldo Piccolo, Matteo Varago, Zul'fija Zabirova                                      |
| 2018 | ASA    | Astana Women's Team                       | WT   | Argon 18         | Manager: Maurizio Fabretto Dir. sportivi: Pierangelo Dal Colle, Stefano Franco, Aldo Piccolo, Vadim Kravčenko                                                         |
| 2019 | ASA    | Astana Women's Team                       | WT   | Argon 18         | Manager: Zul'fija Zabirova Dir. sportivi: Pierangelo Dal Colle, Vadim Kravčenko, Aldo Piccolo, Renato Pirrone                                                         |
| 2020 | ASA    | Astana Women's Team                       | CTW  | Wilier Triestina | Manager: Zul'fija Zabirova Dir. sportivi: Aldo Piccolo, Vadim Kravčenko, Leandro Marcos, Eduard Muselimian                                                            |
| 2021 | MNX    | A.R. Monex Women's Pro Cycling Team       | CTW  | Liv              | Manager: Maurizio Fabretto Dir. sportivi: Aldo Piccolo, Vadim Kravčenko, Leandro Marcos                                                                               |
| 2022 |        | Acca Due O Women's Team                   | -    | Liv              | Dir. sportivi: Maurizio Fabretto, Francesca Cauz |

### Classifiche UCI
Aggiornato al 31 dicembre 2019.
| Anno | Classifica | Pos. | Migliore cl. individuale  |
| ---- | ---------- | ---- | ------------------------- |
| 2000 | -          | 1º   | Diana Žiliūtė (1ª)        |
| 2000 | World Cup  | ?    | Diana Žiliūtė (4ª)        |
| 2001 | -          | 2º   | Mirjam Melchers (3ª)      |
| 2001 | World Cup  | ?    | Mirjam Melchers (2ª)      |
| 2002 | -          | 4º   | Nicole Brändli (14ª)      |
| 2002 | World Cup  | ?    | Zinaida Stahurskaja (32ª) |
| 2003 | -          | 6º   | Diana Žiliūtė (13ª)       |
| 2003 | World Cup  | ?    | Diana Žiliūtė (6ª)        |
| 2004 | -          | 4º   | Nicole Cooke (12ª)        |
| 2004 | World Cup  | ?    | Regina Schleicher (21ª)   |
| 2005 | World Cal. | 5º   | Nicole Cooke (12ª)        |
| 2005 | World Cup  | ?    | Rochelle Gilmore (6ª)     |
| 2006 | World Cal. | 10º  | Diana Žiliūtė (4ª)        |
| 2006 | World Cup  | 18º  | Diana Žiliūtė (33ª)       |
| 2007 | World Cal. | 6º   | Giorgia Bronzini (5ª)     |
| 2007 | World Cup  | 16º  | Marta Bastianelli (22ª)   |
| 2008 | World Cal. | 20º  | Diana Žiliūtė (22ª)       |
| 2008 | World Cup  | ?    | Diana Žiliūtė (22ª)       |
| 2009 | World Cal. | 8º   | Diana Žiliūtė (12ª)       |
| 2009 | World Cup  | 21º  | Rasa Leleivytė (39ª)      |
| 2010 | World Cal. | 7º   | Ol'ga Zabelinskaja (11ª)  |
| 2010 | World Cup  | 12º  | Ol'ga Zabelinskaja (35ª)  |
| 2011 | World Cal. | 11º  | Shelley Olds (33ª)        |
| 2011 | World Cup  | 17º  | Ol'ga Zabelinskaja (28ª)  |
| 2012 | World Cal. | 9º   | Giorgia Bronzini (11ª)    |
| 2012 | World Cup  | 18º  | Giorgia Bronzini (23ª)    |
| 2013 | World Cal. | 12º  | Inga Čilvinaitė (33ª)     |
| 2013 | World Cup  | 21º  | Amber Neben (48ª)         |
| 2014 | World Cal. | 27º  | Ingrid Drexel (186ª)      |
| 2015 | World Cal. | 28º  | Ingrid Drexel (205ª)      |
| 2015 | World Cup  | 28º  | Larisa Pankova (67ª)      |
| 2016 | World Cal. | 21º  | Arianna Fidanza (73ª)     |
| 2016 | World Tour | 22º  | Arianna Fidanza (75ª)     |
| 2017 | World Cal. | 17º  | Arlenis Sierra (21ª)      |
| 2017 | World Tour | 12º  | Arlenis Sierra (16ª)      |
| 2018 | World Cal. | 11º  | Arlenis Sierra (12ª)      |
| 2018 | World Tour | 9º   | Arlenis Sierra (19ª)      |
| 2019 | World Cal. | 16º  | Arlenis Sierra (16ª)      |
| 2019 | World Tour | 19º  | Arlenis Sierra (36ª)      |
| 2020 | World Cal. | 15º  | Arlenis Sierra (29ª)      |
| 2020 | World Tour | 15º  | Arlenis Sierra (26ª)      |

## Palmarès
Aggiornato al 31 dicembre 2021.

### Grandi Giri
- Giro d'Italia

Partecipazioni: 20 (1999, 2000, 2001, 2002, 2003, 2004, 2006, 2007, 2009, 2010, 2011, 2012, 2013, 2014, 2015, 2016, 2017, 2018, 2020, 2021)
Vittorie di tappa: 17
1999: 7 (3 Zabirova, 2 Pregnolato, Stahurskaja, Ivanova)
2000: 1 (Diana Žiliūtė)
2001: 1 (Diana Žiliūtė)
2002: 1 (Jolanta Polikevičiūtė)
2003: 2 (Katia Longhin, Rochelle Gilmore)
2004: 4 (2 Diana Žiliūtė, Regina Schleicher, Nicole Cooke)
2007: 1 (Giorgia Bronzini)
Vittorie finali: 1
2004 (Nicole Cooke)
Altre classifiche: 3
2003: Giovani (Modesta Vžesniauskaitė)
2004: Giovani (Nicole Cooke)
2018: Giovani (Sofia Bertizzolo)
- Grande Boucle

Partecipazioni: 7 (1998, 1999, 2000, 2001, 2002, 2008, 2010)
Vittorie di tappa: 17
1998: 5 (3 Edita Pučinskaitė, Alessandra Cappellotto, Zul'fija Zabirova)
1999: 5 (3 Diana Žiliūtė, 2 Gabriella Pregnolato)
2000: 2 (Zul'fija Zabirova, Rasa Polikevičiūtė)
2002: 2 (Nicole Brändli, Rasa Polikevičiūtė)
2008: 3 (3 Diana Žiliūtė)
Vittorie finali: 2
1998 (Edita Pučinskaitė)
1999 (Diana Žiliūtė)
Altre classifiche: 6
2000: Giovani (Tetjana Stjažkina), Squadre
2002: Giovani (Nicole Brändli)
2008: Punti (Diana Žiliūtė), Sprint (Diana Žiliūtė), Giovani (Elena Berlato)

### Campionati nazionali
- Campionati britannici: 3

In linea: 2001, 2004, 2005 (Nicole Cooke)
- Campionati colombiani: 1

In linea: 2019 (Blanca Moreno)
- Campionati cubani: 4

In linea: 2017, 2019 (Arlenis Sierra)
Cronometro: 2017, 2019 (Arlenis Sierra)
- Campionati italiani: 3

In linea: 2012 (Giada Borgato)
Cronometro: 1999 (Gabriella Pregnolato); 2007 (Vera Carrara)
- Campionati kazaki: 9

In linea: 2015, 2016, 2018 (Natal'ja Sajfutdinova); 2017 (Tat'jana Genelëva); 2019 (Svetlana Paščenko)
Cronometro: 2015, 2016 (Ekateryna Jurajtis); 2018 (Natal'ja Sajfutdinova); 2019 (Machabbat Umutžanova)
- Campionati lituani: 7

In linea: 2004, 2006 (Žiliūtė); 2009 (Leleivytė); 2010 (Trebaitė); 2012 (Čilvinaitė)
Cronometro: 2009 (Diana Žiliūtė); 2013 (Čilvinaitė)
- Campionati messicani: 2

In linea: 2021 (Lizbeth Salazar)
Cronometro: 2015 (Ingrid Drexel)
- Campionati russi: 1

Cronometro: 2016 (Tat'jana Antošina)
- Campionati statunitensi: 2

In linea: 1999 (Mari Holden)
Cronometro: 1999 (Mari Holden)
- Campionati svizzeri: 1

In linea: 2002 (Nicole Brändli)
- Campionati ucraini: 3

In linea: 2019 (Olha Šekel')
Cronometro: 2015 (Hanna Solovej); 2020 (Olha Šekel')

## Organico 2022
Aggiornato al 26 giugno 2022.

### Staff tecnico
|  | Naz.              | Ruolo | Sportivo          |  |  |  |
|  | ----------------- | ----- | ----------------- |  |  |  |
|  | Italia (bandiera) | DS    | Maurizio Fabretto |  |  |  |
|  | Italia (bandiera) | DS    | Francesca Cauz    |  |  |  |

### Rosa
|  | Naz.              |  | Sportivo               | Anno |  |  |
|  | ----------------- |  | ---------------------- | ---- |  |  |
|  | Italia (bandiera) |  | Gaia Benzi             | 1999 |  |  |
|  | Italia (bandiera) |  | Maria Pia Chiatto      | 2002 |  |  |
|  | Italia (bandiera) |  | Beatrice D'Incà        | 2003 |  |  |
|  | Italia (bandiera) |  | Jasmin Favaro (junior) | 2005 |  |  |
|  | Italia (bandiera) |  | Ilaria Maria (junior)  | 2005 |  |  |
|  | Italia (bandiera) |  | Alice Papo             | 2003 |  |  |
|  | Italia (bandiera) |  | Alice Zovico           | 1999 |  |  |